# Mario Michiaki Yamanouchi
Mario Michiaki Yamanouchi SDB (ur. 8 grudnia 1955 w Oita) – japoński duchowny katolicki, biskup Saitamy od 2018.

## Życiorys
Święcenia kapłańskie otrzymał 21 grudnia 1984 w zakonie salezjanów. Przez kilkanaście lat pracował w Argentynie (m.in. jako mistrz nowicjatu oraz jako rektor Casa Ramos Mejia w Buenos Aires). W 1997 powrócił do Japonii i w tamtejszej prowincji pełnił funkcje m.in. rektora szkoły teologicznej w Chōfu, dyrektora domu prowincjalnego, wiceinspektora oraz inspektora.
2 czerwca 2018 papież Franciszek mianował go ordynariuszem diecezji Saitamy. Sakry udzielił mu 24 września 2018 metropolita Tokio – arcybiskup Tarcisio Isao Kikuchi.